# Гиппеи (Спарта)

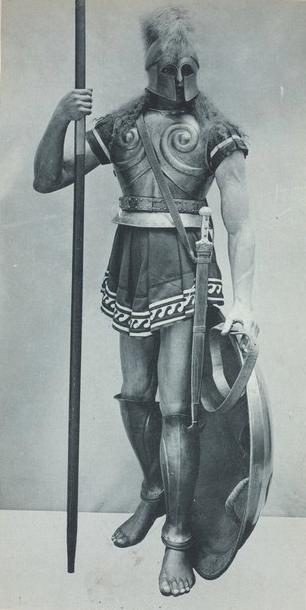
Спартанский гоплит

Гиппе́и (др.-греч. ἱππεῖς «Всадники») в древней Спарте — отборный отряд, состоявший из трёхсот молодых спартиатов (состоятельных для покупки лошади), прошедших специальный отбор. Вопреки своему названию, спартанские гиппеи сражались пешими, лошади использовались ими только на марше.
Ежегодно пятеро из них за доблести и по старшинству выбирались в агафоэрги и посылались в разные края с государственными поручениями.

## Структура и формирование отряда
Во главе корпуса стояли три гиппагрета, избиравшиеся эфорами из лучших молодых людей, достигших 30-летнего возраста. Каждый гиппагрет набирал себе по сто товарищей.
Ксенофонт пишет, что такая система избрания наиболее доблестных воинов имеет важное значение для спартанцев: за избранными следят остальные и в случае несоответствия их действий требованиям этот факт будет немедленно обнародован (Лакедемонская полития IV: 3):
«Отсюда выходит то наиболее милое богам и наиболее полезное для гражданской жизни соревнование, в котором выказывается, что должен делать хороший гражданин, и в то же время каждая сторона постоянно старается быть лучше; вот почему, в случае надобности, все силы каждого лица идут на помощь городу».
Согласно предположению, высказанному Арнольдом Тойнби (1889—1975), каждый из 300 спартанских родов обязан был снарядить для нужд всей общины одного конного воина. Эта гипотеза по причине полного отсутствия доказательств была отвергнута.

## Функции гиппеев
Во время войны гиппеи выполняли роль царской гвардии. В сражении действовали как гоплиты и стояли рядом с царём — в центре спартанской фаланги. Именно так, во всяком случае, было в 418 г. до н. э. в сражении при Мантинее. Дионисий Галикарнасский упоминает, что иногда они действовали как кавалеристы, однако, у историков это утверждение вызывает сомнение.
О том, что спартанские гиппеи не были конными воинами, сохранились прямые указания в источниках: Страбон говорит, что в отличие от критских гиппеев, спартанские «не держат лошадей». Гиппеи как название элитных групп встречается не только у спартанцев. Помимо упоминания Кипра Страбоном, гиппеями, согласно Аристотелю, именовали эвбейскую аристократию.
В мирное время гиппеи использовались спартанцами для различных целей, в том числе для почётных эскортов. Геродот рассказывает, что после победы при Саламине спартанские власти оказали Фемистоклу особые почести — в частности, по окончании торжественного визита до границы его сопровождал отряд гиппеев.